# Mistrzostwa Świata U-21 w Piłce Ręcznej Mężczyzn 2007
Mistrzostwa Świata U-21 w Piłce Ręcznej Mężczyzn 2007 – szesnaste mistrzostwa świata U-21 w piłce ręcznej mężczyzn, oficjalny międzynarodowy turniej piłki ręcznej o randze mistrzostw świata organizowany przez IHF mający na celu wyłonienie najlepszej męskiej reprezentacji narodowej złożonej z zawodników do lat dwudziestu jeden. Odbył się w dniach 13–26 sierpnia 2007 roku w Macedonii. Tytułu zdobytego w 2005 roku broniła reprezentacja Danii.
W zawodach wzięło udział dwadzieścia reprezentacji wyłonionych we wcześniejszych eliminacjach. Losowanie grup zaplanowano na 6 maja 2007 roku i w jego wyniku utworzono cztery pięciozespołowe grupy. Zawody rozegrano w dwóch halach, a nad ich przebiegiem czuwało czternaście par arbitrów. Rozkład gier opublikowano pod koniec czerwca 2007 roku.
W turnieju triumfowali Szwedzi, a za najlepszego gracza zawodów został uznany reprezentant Niemiec Uwe Gensheimer. Po zakończonym turnieju IHF opublikowała statystyki indywidualne i drużynowe.

## Faza grupowa

### Grupa A
| 13 sierpnia 200716:00 | Kuwejt U-21 | 32:28(17:14) | Portugalia U-21 | Sportska sala Biljanini Izvori, Ochryda |
| 13 sierpnia 200716:00 |             | 32:28(17:14) |                 | Sportska sala Biljanini Izvori, Ochryda |

| 13 sierpnia 200721:00 | Macedonia Północna U-21 | 39:16(15:7) | Angola U-21 | Sportska sala Biljanini Izvori, Ochryda |
| 13 sierpnia 200721:00 |                         | 39:16(15:7) |             | Sportska sala Biljanini Izvori, Ochryda |

| 14 sierpnia 200717:00 | Portugalia U-21 | 39:24(19:13) | Angola U-21 | Sportska sala Biljanini Izvori, Ochryda |
| 14 sierpnia 200717:00 |                 | 39:24(19:13) |             | Sportska sala Biljanini Izvori, Ochryda |

| 14 sierpnia 200721:00 | Szwecja U-21 | 44:19(21:8) | Kuwejt U-21 | Sportska sala Biljanini Izvori, Ochryda |
| 14 sierpnia 200721:00 |              | 44:19(21:8) |             | Sportska sala Biljanini Izvori, Ochryda |

| 15 sierpnia 200721:00 | Szwecja U-21 | 30:27(13:12) | Macedonia Północna U-21 | Sportska sala Biljanini Izvori, Ochryda |
| 15 sierpnia 200721:00 |              | 30:27(13:12) |                         | Sportska sala Biljanini Izvori, Ochryda |

| 16 sierpnia 200717:00 | Kuwejt U-21 | 29:28(11:11) | Angola U-21 | Sportska sala Biljanini Izvori, Ochryda |
| 16 sierpnia 200717:00 |             | 29:28(11:11) |             | Sportska sala Biljanini Izvori, Ochryda |

| 16 sierpnia 200721:00 | Portugalia U-21 | 31:29(15:11) | Macedonia Północna U-21 | Sportska sala Biljanini Izvori, Ochryda |
| 16 sierpnia 200721:00 |                 | 31:29(15:11) |                         | Sportska sala Biljanini Izvori, Ochryda |

| 17 sierpnia 200719:00 | Szwecja U-21 | 37:13(21:8) | Angola U-21 | Sportska sala Biljanini Izvori, Ochryda |
| 17 sierpnia 200719:00 |              | 37:13(21:8) |             | Sportska sala Biljanini Izvori, Ochryda |

| 18 sierpnia 200717:00 | Szwecja U-21 | 40:29(16:13) | Portugalia U-21 | Sportska sala Biljanini Izvori, Ochryda |
| 18 sierpnia 200717:00 |              | 40:29(16:13) |                 | Sportska sala Biljanini Izvori, Ochryda |

| 18 sierpnia 200721:00 | Macedonia Północna U-21 | 27:25(14:15) | Kuwejt U-21 | Sportska sala Biljanini Izvori, Ochryda |
| 18 sierpnia 200721:00 |                         | 27:25(14:15) |             | Sportska sala Biljanini Izvori, Ochryda |

### Grupa B
| 13 sierpnia 200714:00 | Argentyna U-21 | 36:21(14:11) | Chile U-21 | Sportska sala Biljanini Izvori, Ochryda |
| 13 sierpnia 200714:00 |                | 36:21(14:11) |            | Sportska sala Biljanini Izvori, Ochryda |

| 13 sierpnia 200718:00 | Egipt U-21 | 27:25(12:11) | Francja U-21 | Sportska sala Biljanini Izvori, Ochryda |
| 13 sierpnia 200718:00 |            | 27:25(12:11) |              | Sportska sala Biljanini Izvori, Ochryda |

| 14 sierpnia 200715:00 | Egipt U-21 | 41:21(23:6) | Chile U-21 | Sportska sala Biljanini Izvori, Ochryda |
| 14 sierpnia 200715:00 |            | 41:21(23:6) |            | Sportska sala Biljanini Izvori, Ochryda |

| 14 sierpnia 200719:00 | Niemcy U-21 | 32:25(16:12) | Francja U-21 | Sportska sala Biljanini Izvori, Ochryda |
| 14 sierpnia 200719:00 |             | 32:25(16:12) |              | Sportska sala Biljanini Izvori, Ochryda |

| 15 sierpnia 200719:00 | Niemcy U-21 | 22:18(11:10) | Argentyna U-21 | Sportska sala Biljanini Izvori, Ochryda |
| 15 sierpnia 200719:00 |             | 22:18(11:10) |                | Sportska sala Biljanini Izvori, Ochryda |

| 16 sierpnia 200715:00 | Francja U-21 | 37:14(21:6) | Chile U-21 | Sportska sala Biljanini Izvori, Ochryda |
| 16 sierpnia 200715:00 |              | 37:14(21:6) |            | Sportska sala Biljanini Izvori, Ochryda |

| 16 sierpnia 200719:00 | Egipt U-21 | 31:21(14:10) | Argentyna U-21 | Sportska sala Biljanini Izvori, Ochryda |
| 16 sierpnia 200719:00 |            | 31:21(14:10) |                | Sportska sala Biljanini Izvori, Ochryda |

| 17 sierpnia 200721:00 | Niemcy U-21 | 30:17(16:9) | Chile U-21 | Sportska sala Biljanini Izvori, Ochryda |
| 17 sierpnia 200721:00 |             | 30:17(16:9) |            | Sportska sala Biljanini Izvori, Ochryda |

| 18 sierpnia 200715:00 | Francja U-21 | 22:18(10:9) | Argentyna U-21 | Sportska sala Biljanini Izvori, Ochryda |
| 18 sierpnia 200715:00 |              | 22:18(10:9) |                | Sportska sala Biljanini Izvori, Ochryda |

| 18 sierpnia 200719:00 | Niemcy U-21 | 28:19(10:5) | Egipt U-21 | Sportska sala Biljanini Izvori, Ochryda |
| 18 sierpnia 200719:00 |             | 28:19(10:5) |            | Sportska sala Biljanini Izvori, Ochryda |

### Grupa C
| 13 sierpnia 200719:00 | Słowenia U-21 | 34:24(12:13) | Tunezja U-21 | SRC Kale, Skopje |
| 13 sierpnia 200719:00 |               | 34:24(12:13) |              | SRC Kale, Skopje |

| 13 sierpnia 200721:00 | Chorwacja U-21 | 34:17(14:7) | Bułgaria U-21 | SRC Kale, Skopje |
| 13 sierpnia 200721:00 |                | 34:17(14:7) |               | SRC Kale, Skopje |

| 14 sierpnia 200717:00 | Chorwacja U-21 | 29:27(15:15) | Tunezja U-21 | SRC Kale, Skopje |
| 14 sierpnia 200717:00 |                | 29:27(15:15) |              | SRC Kale, Skopje |

| 14 sierpnia 200721:00 | Rosja U-21 | 32:23(17:13) | Bułgaria U-21 | SRC Kale, Skopje |
| 14 sierpnia 200721:00 |            | 32:23(17:13) |               | SRC Kale, Skopje |

| 15 sierpnia 200721:00 | Słowenia U-21 | 25:25(15:14) | Rosja U-21 | SRC Kale, Skopje |
| 15 sierpnia 200721:00 |               | 25:25(15:14) |            | SRC Kale, Skopje |

| 16 sierpnia 200717:00 | Tunezja U-21 | 38:31(18:9) | Bułgaria U-21 | SRC Kale, Skopje |
| 16 sierpnia 200717:00 |              | 38:31(18:9) |               | SRC Kale, Skopje |

| 16 sierpnia 200721:00 | Chorwacja U-21 | 25:25(13:15) | Słowenia U-21 | SRC Kale, Skopje |
| 16 sierpnia 200721:00 |                | 25:25(13:15) |               | SRC Kale, Skopje |

| 17 sierpnia 200719:00 | Rosja U-21 | 28:26(12:14) | Tunezja U-21 | SRC Kale, Skopje |
| 17 sierpnia 200719:00 |            | 28:26(12:14) |              | SRC Kale, Skopje |

| 18 sierpnia 200717:00 | Słowenia U-21 | 41:22(21:10) | Bułgaria U-21 | SRC Kale, Skopje |
| 18 sierpnia 200717:00 |               | 41:22(21:10) |               | SRC Kale, Skopje |

| 18 sierpnia 200721:00 | Chorwacja U-21 | 33:26(17:12) | Rosja U-21 | SRC Kale, Skopje |
| 18 sierpnia 200721:00 |                | 33:26(17:12) |            | SRC Kale, Skopje |

### Grupa D
| 13 sierpnia 200715:00 | Hiszpania U-21 | 37:32(19:15) | Korea Południowa U-21 | SRC Kale, Skopje |
| 13 sierpnia 200715:00 |                | 37:32(19:15) |                       | SRC Kale, Skopje |

| 13 sierpnia 200717:00 | Brazylia U-21 | 37:33(18:12) | Słowacja U-21 | SRC Kale, Skopje |
| 13 sierpnia 200717:00 |               | 37:33(18:12) |               | SRC Kale, Skopje |

| 14 sierpnia 200715:00 | Korea Południowa U-21 | 38:36(17:16) | Słowacja U-21 | SRC Kale, Skopje |
| 14 sierpnia 200715:00 |                       | 38:36(17:16) |               | SRC Kale, Skopje |

| 14 sierpnia 200719:00 | Dania U-21 | 27:22(15:11) | Brazylia U-21 | SRC Kale, Skopje |
| 14 sierpnia 200719:00 |            | 27:22(15:11) |               | SRC Kale, Skopje |

| 15 sierpnia 200719:00 | Dania U-21 | 32:29(18:14) | Hiszpania U-21 | SRC Kale, Skopje |
| 15 sierpnia 200719:00 |            | 32:29(18:14) |                | SRC Kale, Skopje |

| 16 sierpnia 200715:00 | Korea Południowa U-21 | 33:31(19:14) | Brazylia U-21 | SRC Kale, Skopje |
| 16 sierpnia 200715:00 |                       | 33:31(19:14) |               | SRC Kale, Skopje |

| 16 sierpnia 200719:00 | Hiszpania U-21 | 31:24(13:9) | Słowacja U-21 | SRC Kale, Skopje |
| 16 sierpnia 200719:00 |                | 31:24(13:9) |               | SRC Kale, Skopje |

| 17 sierpnia 200721:00 | Dania U-21 | 35:30(16:18) | Korea Południowa U-21 | SRC Kale, Skopje |
| 17 sierpnia 200721:00 |            | 35:30(16:18) |                       | SRC Kale, Skopje |

| 18 sierpnia 200715:00 | Hiszpania U-21 | 36:28(19:11) | Brazylia U-21 | SRC Kale, Skopje |
| 18 sierpnia 200715:00 |                | 36:28(19:11) |               | SRC Kale, Skopje |

| 18 sierpnia 200719:00 | Dania U-21 | 37:31(19:14) | Słowacja U-21 | SRC Kale, Skopje |
| 18 sierpnia 200719:00 |            | 37:31(19:14) |               | SRC Kale, Skopje |

## Faza zasadnicza

### Mecze o miejsca 1–12
Grupa I
| 20 sierpnia 200717:00 | Francja U-21 | 36:20(16:12) | Kuwejt U-21 | Sportska sala Biljanini Izvori, Ochryda |
| 20 sierpnia 200717:00 |              | 36:20(16:12) |             | Sportska sala Biljanini Izvori, Ochryda |

| 20 sierpnia 200719:00 | Egipt U-21 | 28:25(12:14) | Szwecja U-21 | Sportska sala Biljanini Izvori, Ochryda |
| 20 sierpnia 200719:00 |            | 28:25(12:14) |              | Sportska sala Biljanini Izvori, Ochryda |

| 20 sierpnia 200721:00 | Niemcy U-21 | 28:20(14:10) | Macedonia Północna U-21 | Sportska sala Biljanini Izvori, Ochryda |
| 20 sierpnia 200721:00 |             | 28:20(14:10) |                         | Sportska sala Biljanini Izvori, Ochryda |

| 21 sierpnia 200717:00 | Szwecja U-21 | 30:27(15:16) | Francja U-21 | Sportska sala Biljanini Izvori, Ochryda |
| 21 sierpnia 200717:00 |              | 30:27(15:16) |              | Sportska sala Biljanini Izvori, Ochryda |

| 21 sierpnia 200719:00 | Niemcy U-21 | 40:20(20:7) | Kuwejt U-21 | Sportska sala Biljanini Izvori, Ochryda |
| 21 sierpnia 200719:00 |             | 40:20(20:7) |             | Sportska sala Biljanini Izvori, Ochryda |

| 21 sierpnia 200721:00 | Macedonia Północna U-21 | 32:29(17:14) | Egipt U-21 | Sportska sala Biljanini Izvori, Ochryda |
| 21 sierpnia 200721:00 |                         | 32:29(17:14) |            | Sportska sala Biljanini Izvori, Ochryda |

| 22 sierpnia 200717:00 | Egipt U-21 | 43:29(24:14) | Kuwejt U-21 | Sportska sala Biljanini Izvori, Ochryda |
| 22 sierpnia 200717:00 |            | 43:29(24:14) |             | Sportska sala Biljanini Izvori, Ochryda |

| 22 sierpnia 200719:00 | Szwecja U-21 | 31:29(15:11) | Niemcy U-21 | Sportska sala Biljanini Izvori, Ochryda |
| 22 sierpnia 200719:00 |              | 31:29(15:11) |             | Sportska sala Biljanini Izvori, Ochryda |

| 22 sierpnia 200721:00 | Francja U-21 | 27:21(11:11) | Macedonia Północna U-21 | Sportska sala Biljanini Izvori, Ochryda |
| 22 sierpnia 200721:00 |              | 27:21(11:11) |                         | Sportska sala Biljanini Izvori, Ochryda |

Grupa II
| 20 sierpnia 200710:00 | Słowenia U-21 | 34:33(17:18) | Korea Południowa U-21 | Sportska sala Biljanini Izvori, Ochryda |
| 20 sierpnia 200710:00 |               | 34:33(17:18) |                       | Sportska sala Biljanini Izvori, Ochryda |

| 20 sierpnia 200712:00 | Chorwacja U-21 | 27:25(14:15) | Hiszpania U-21 | Sportska sala Biljanini Izvori, Ochryda |
| 20 sierpnia 200712:00 |                | 27:25(14:15) |                | Sportska sala Biljanini Izvori, Ochryda |

| 20 sierpnia 200714:00 | Dania U-21 | 29:27(11:12) | Rosja U-21 | Sportska sala Biljanini Izvori, Ochryda |
| 20 sierpnia 200714:00 |            | 29:27(11:12) |            | Sportska sala Biljanini Izvori, Ochryda |

| 21 sierpnia 200710:00 | Chorwacja U-21 | 40:24(16:13) | Korea Południowa U-21 | Sportska sala Biljanini Izvori, Ochryda |
| 21 sierpnia 200710:00 |                | 40:24(16:13) |                       | Sportska sala Biljanini Izvori, Ochryda |

| 21 sierpnia 200712:00 | Hiszpania U-21 | 28:26(12:12) | Rosja U-21 | Sportska sala Biljanini Izvori, Ochryda |
| 21 sierpnia 200712:00 |                | 28:26(12:12) |            | Sportska sala Biljanini Izvori, Ochryda |

| 21 sierpnia 200714:00 | Dania U-21 | 29:25(15:10) | Słowenia U-21 | Sportska sala Biljanini Izvori, Ochryda |
| 21 sierpnia 200714:00 |            | 29:25(15:10) |               | Sportska sala Biljanini Izvori, Ochryda |

| 22 sierpnia 200710:00 | Rosja U-21 | 35:33(15:18) | Korea Południowa U-21 | Sportska sala Biljanini Izvori, Ochryda |
| 22 sierpnia 200710:00 |            | 35:33(15:18) |                       | Sportska sala Biljanini Izvori, Ochryda |

| 22 sierpnia 200712:00 | Hiszpania U-21 | 26:22(11:11) | Słowenia U-21 | Sportska sala Biljanini Izvori, Ochryda |
| 22 sierpnia 200712:00 |                | 26:22(11:11) |               | Sportska sala Biljanini Izvori, Ochryda |

| 22 sierpnia 200714:00 | Chorwacja U-21 | 33:29(18:15) | Dania U-21 | Sportska sala Biljanini Izvori, Ochryda |
| 22 sierpnia 200714:00 |                | 33:29(18:15) |            | Sportska sala Biljanini Izvori, Ochryda |

### Mecze o miejsca 13–20
Grupa I
| 20 sierpnia 200715:00 | Portugalia U-21 | 33:31(17:17) | Chile U-21 | SRC Kale, Skopje |
| 20 sierpnia 200715:00 |                 | 33:31(17:17) |            | SRC Kale, Skopje |

| 20 sierpnia 200717:00 | Słowacja U-21 | 31:29(14:13) | Tunezja U-21 | SRC Kale, Skopje |
| 20 sierpnia 200717:00 |               | 31:29(14:13) |              | SRC Kale, Skopje |

| 21 sierpnia 200715:00 | Tunezja U-21 | 36:27(17:14) | Chile U-21 | SRC Kale, Skopje |
| 21 sierpnia 200715:00 |              | 36:27(17:14) |            | SRC Kale, Skopje |

| 21 sierpnia 200717:00 | Słowacja U-21 | 43:39(20:20) | Portugalia U-21 | SRC Kale, Skopje |
| 21 sierpnia 200717:00 |               | 43:39(20:20) |                 | SRC Kale, Skopje |

| 22 sierpnia 200715:00 | Słowacja U-21 | 32:24(16:17) | Chile U-21 | SRC Kale, Skopje |
| 22 sierpnia 200715:00 |               | 32:24(16:17) |            | SRC Kale, Skopje |

| 22 sierpnia 200717:00 | Portugalia U-21 | 34:24(19:13) | Tunezja U-21 | SRC Kale, Skopje |
| 22 sierpnia 200717:00 |                 | 34:24(19:13) |              | SRC Kale, Skopje |

Grupa II
| 20 sierpnia 200719:00 | Argentyna U-21 | 34:31(15:12) | Angola U-21 | SRC Kale, Skopje |
| 20 sierpnia 200719:00 |                | 34:31(15:12) |             | SRC Kale, Skopje |

| 20 sierpnia 200721:00 | Brazylia U-21 | 37:25(19:14) | Bułgaria U-21 | SRC Kale, Skopje |
| 20 sierpnia 200721:00 |               | 37:25(19:14) |               | SRC Kale, Skopje |

| 21 sierpnia 200719:00 | Brazylia U-21 | 42:26(22:12) | Angola U-21 | SRC Kale, Skopje |
| 21 sierpnia 200719:00 |               | 42:26(22:12) |             | SRC Kale, Skopje |

| 21 sierpnia 200721:00 | Argentyna U-21 | 46:23(16:11) | Bułgaria U-21 | SRC Kale, Skopje |
| 21 sierpnia 200721:00 |                | 46:23(16:11) |               | SRC Kale, Skopje |

| 22 sierpnia 200719:00 | Bułgaria U-21 | 33:32(15:15) | Angola U-21 | SRC Kale, Skopje |
| 22 sierpnia 200719:00 |               | 33:32(15:15) |             | SRC Kale, Skopje |

| 22 sierpnia 200721:00 | Argentyna U-21 | 29:25(13:14) | Brazylia U-21 | SRC Kale, Skopje |
| 22 sierpnia 200721:00 |                | 29:25(13:14) |               | SRC Kale, Skopje |

## Faza pucharowa
Mecz o 19. miejsce
| 24 sierpnia 200711:00 | Angola U-21 | 38:29(14:17) | Chile U-21 | Sportska sala Biljanini Izvori, Ochryda |
| 24 sierpnia 200711:00 |             | 38:29(14:17) |            | Sportska sala Biljanini Izvori, Ochryda |

Mecz o 17. miejsce
| 24 sierpnia 200713:30 | Tunezja U-21 | 39:26(19:14) | Bułgaria U-21 | Sportska sala Biljanini Izvori, Ochryda |
| 24 sierpnia 200713:30 |              | 39:26(19:14) |               | Sportska sala Biljanini Izvori, Ochryda |

Mecz o 15. miejsce
| 24 sierpnia 200716:00 | Portugalia U-21 | 41:39(13:19) | Brazylia U-21 | Sportska sala Biljanini Izvori, Ochryda |
| 24 sierpnia 200716:00 |                 | 41:39(13:19) |               | Sportska sala Biljanini Izvori, Ochryda |

Mecz o 13. miejsce
| 25 sierpnia 200711:00 | Argentyna U-21 | 34:32(14:14) | Słowacja U-21 | Sportska sala Biljanini Izvori, Ochryda |
| 25 sierpnia 200711:00 |                | 34:32(14:14) |               | Sportska sala Biljanini Izvori, Ochryda |

Mecz o 11. miejsce
| 25 sierpnia 200713:30 | Korea Południowa U-21 | 39:37(15:15) | Kuwejt U-21 | Sportska sala Biljanini Izvori, Ochryda |
| 25 sierpnia 200713:30 |                       | 39:37(15:15) |             | Sportska sala Biljanini Izvori, Ochryda |

Mecz o 9. miejsce
| 25 sierpnia 200721:00 | Rosja U-21 | 30:23(18:11) | Macedonia Północna U-21 | Sportska sala Biljanini Izvori, Ochryda |
| 25 sierpnia 200721:00 |            | 30:23(18:11) |                         | Sportska sala Biljanini Izvori, Ochryda |

Mecz o 7. miejsce
| 25 sierpnia 200716:00 | Francja U-21 | 28:25(15:13) | Słowenia U-21 | Sportska sala Biljanini Izvori, Ochryda |
| 25 sierpnia 200716:00 |              | 28:25(15:13) |               | Sportska sala Biljanini Izvori, Ochryda |

Mecz o 5. miejsce
| 25 sierpnia 200718:30 | Hiszpania U-21 | 32:26(15:12) | Egipt U-21 | Sportska sala Biljanini Izvori, Ochryda |
| 25 sierpnia 200718:30 |                | 32:26(15:12) |            | Sportska sala Biljanini Izvori, Ochryda |

Mecze o 1. miejsce
|  |                        |                |             |                        |    |              |              |       |
|  | Półfinały              | Półfinały      | Półfinały   |                        |    | Finał        | Finał        | Finał |
|  | Półfinały              | Półfinały      | Półfinały   |                        |    | Finał        | Finał        | Finał |
|  | 24 sierpnia 2007 18:30 |                |             |                        |    |              |              |       |
|  |                        |                |             |                        |    |              |              |       |
|  | Szwecja U-21           | Szwecja U-21   | 32          |                        |    |              |              |       |
|  | Szwecja U-21           | Szwecja U-21   | 32          | 26 sierpnia 2007 17:00 |    |              |              |       |
|  | Dania U-21             | Dania U-21     | 29          |                        |    |              |              |       |
|  | Dania U-21             | Dania U-21     | 29          |                        |    | Szwecja U-21 | Szwecja U-21 | 31    |
|  | 24 sierpnia 2007 21:00 |                |             |                        |    | Szwecja U-21 | Szwecja U-21 | 31    |
|  |                        |                | Niemcy U-21 | Niemcy U-21            | 29 |              |              |       |
|  | Niemcy U-21            | Niemcy U-21    | Niemcy U-21 | Niemcy U-21            | 29 | 29           |              |       |
|  | Niemcy U-21            | Niemcy U-21    |             |                        |    |              |              |       |
|  | Chorwacja U-21         | Chorwacja U-21 | 22          |                        |    |              |              |       |
|  | Chorwacja U-21         | Chorwacja U-21 | 22          | Mecz o 3. miejsce      |    |              |              |       |
|  |                        |                |             |                        |    |              |              |       |
|  | 26 sierpnia 2007 14:30 |                |             |                        |    |              |              |       |
|  |                        |                |             |                        |    |              |              |       |
|  | Dania U-21             | Dania U-21     | 27          |                        |    |              |              |       |
|  | Dania U-21             | Dania U-21     | 27          |                        |    |              |              |       |
|  | Chorwacja U-21         | Chorwacja U-21 | 26          |                        |    |              |              |       |
|  | Chorwacja U-21         | Chorwacja U-21 | 26          |                        |    |              |              |       |

| 24 sierpnia 200718:30 | Szwecja U-21 | 32:29(17:14) | Dania U-21 | Sportska sala Biljanini Izvori, Ochryda |
| 24 sierpnia 200718:30 |              | 32:29(17:14) |            | Sportska sala Biljanini Izvori, Ochryda |

| 24 sierpnia 200721:00 | Niemcy U-21 | 29:22(13:11) | Chorwacja U-21 | Sportska sala Biljanini Izvori, Ochryda |
| 24 sierpnia 200721:00 |             | 29:22(13:11) |                | Sportska sala Biljanini Izvori, Ochryda |

| 26 sierpnia 200717:00 | Szwecja U-21 | 31:29(13:18) | Niemcy U-21 | Sportska sala Biljanini Izvori, Ochryda |
| 26 sierpnia 200717:00 |              | 31:29(13:18) |             | Sportska sala Biljanini Izvori, Ochryda |

| 26 sierpnia 200714:30 | Dania U-21 | 27:26(15:13) | Chorwacja U-21 | Sportska sala Biljanini Izvori, Ochryda |
| 26 sierpnia 200714:30 |            | 27:26(15:13) |                | Sportska sala Biljanini Izvori, Ochryda |

## Klasyfikacja końcowa
| Miejsce | Reprezentacja           | Składy |
| ------- | ----------------------- | ------ |
| złoto   | Szwecja U-21            |        |
| srebro  | Niemcy U-21             |        |
| brąz    | Dania U-21              |        |
| 4       | Chorwacja U-21          |        |
| 5       | Hiszpania U-21          |        |
| 6       | Egipt U-21              |        |
| 7       | Francja U-21            |        |
| 8       | Słowenia U-21           |        |
| 9       | Rosja U-21              |        |
| 10      | Macedonia Północna U-21 |        |
| 11      | Korea Południowa U-21   |        |
| 12      | Kuwejt U-21             |        |
| 13      | Argentyna U-21          |        |
| 14      | Słowacja U-21           |        |
| 15      | Portugalia U-21         |        |
| 16      | Brazylia U-21           |        |
| 17      | Tunezja U-21            |        |
| 18      | Bułgaria U-21           |        |
| 19      | Angola U-21             |        |
| 20      | Chile U-21              |        |

## Nagrody indywidualne
Nagrody indywidualne otrzymali:
| MVP            | Najlepszy strzelec | Najlepszy bramkarz | Najlepszy lewoskrzydłowy | Najlepszy lewy rozgrywający | Najlepszy środkowy rozgrywający | Najlepszy prawy rozgrywający | Najlepszy prawoskrzydłowy | Najlepszy obrotowy |
| -------------- | ------------------ | ------------------ | ------------------------ | --------------------------- | ------------------------------- | ---------------------------- | ------------------------- | ------------------ |
| Uwe Gensheimer | Jongmin An         | Johan Sjöstrand    | Karim Shoukry            | Alen Blažević               | Martin Strobel                  | Johan Jakobsson              | Ivan Čupić                | Henrik Toft Hansen |